# Mohamed Jedidi
Mohamed Jedidi (10 de setembro de 1978) é um futebolista profissional tunisiano que atua como meia.

## Carreira
Mohamed Jedidi representou a Seleção Tunisiana de Futebol nas Olimpíadas de 2004.